# Campionati europei di 470 2021
I Campionati europei di 470 2021 si sono svolti a Vilamoura, in Portogallo, 30 aprile al 7 maggio 2021.

## Podi
| Evento        | Oro                                       | Argento                                  | Bronzo                                     |
| 470 Maschile  | Francia Kevin Peponnet Jérémie Mion       | Spagna Jordi Xammar Nicolás Rodríguez    | Svezia Anton Dahlberg Fredrik Bergström    |
| 470 Femminile | Francia Camille Lecointre Aloïse Retornaz | Regno Unito Hannah Mills Eilidh McIntyre | Paesi Bassi Afrodite Zegers Lobke Berkhout |

## Medagliere
| Posiz. | Nazione     | Oro | Argento | Bronzo | Totale |
| ------ | ----------- | --- | ------- | ------ | ------ |
| 1      | Francia     | 2   | 0       | 0      | 2      |
| 2      | Spagna      | 0   | 1       | 0      | 1      |
| 2      | Regno Unito | 0   | 1       | 0      | 1      |
| 4      | Paesi Bassi | 0   | 0       | 1      | 1      |
| 4      | Svezia      | 0   | 0       | 1      | 1      |
| Totale | Totale      | 2   | 2       | 2      | 6      |